# 赫尔辛基体育馆
赫爾辛基體育館（芬蘭語：Helsinki-halli，或稱赫尔辛基竞技场），是位於芬蘭赫爾辛基的大型綜合性室内竞技场。该竞技场在1997年启用。截至2022年3月2日，其商业冠名是哈特瓦爾體育館，贊助商是位于赫爾辛基的飲料公司哈特瓦爾。

## 外部連結
- 官方网站 （文） （英文） （俄文）

| 前任： 赫爾辛基冰球館          | 小丑 主場 1997–至今        | 繼任： 現任                  |
| 前任： 奧林匹克室內體育館 雅典 | 歐洲歌唱大賽 比賽場地 2007 | 繼任： 貝爾格勒球館 貝爾格勒 |